# Inverkeilor
Inverkeilor är en by i Angus, Skottland. Byn är belägen 10 km 
från Arbroath. Orten har 172 invånare (1971).